# Олимпијске игре
Олимпијске игре (ОИ; грч. Ολυμπιακοί Αγώνες, ΟΑ) су водећи интернационални спортски догађај и садрже летња и зимска спортска такмичења, у којима се такмичи хиљаде спортиста широм света. Олимпијске игре сматрају се највећим светским спортским такмичењем, са више од 200 земаља учесника. Одржавају се сваке четири године, са Летњим и Зимским играма које су се одржавале исте године до 1992, а од тада се одржавају наизменично, у размаку од две године.
Креирање Олимпијских игара инспирисано је Античким олимпијским играма, које су се одржавале у Гимназијуму у Грчкој, од 8. века прије нове ере, до 4. века нове ере. Барон Пјер де Кубертен основао је Међународни олимпијски комитет (МОК) 1894. године, који је довео до одржавања првих модерних игара 1896. МОК је владајуће тело Олимпијског покрета и Олимпијске повеље.
Развој Олимпијског покрета током 20. и 21. века узроковао је промене у Олимпијским играма. Неке од њих су покретање Зимских олимпијских игара за зимске и спортове на леду, Параолимпијских игара за спортисте са инвалидитетом и Олимпијске игре младих за спортисте од 14 до 18 година. Олимпијске игре глувих и Специјалне олимпијске игре такође су под надзором МОК-а; игре глувих одржавају се од 1924, док се Специјалне олимпијске игре одржавају од 1968. и намењене су ментално заосталим особама. МОК мора да се прилагоди различитом економском, политичком и технолошком напретку. Појава појма "аматерски спортиста све време" који су заступале државе Источног блока, додатно је пољуљао идеологију чистог аматеризма. Совјетски Савез учествовао је са спортистима који су били студенти, војници или радници у професији, али многима од њих је држава плаћала да тренирају и одраде пуне припреме. Као резултат, Олимпијске игре су са чистог аматеризма, како је предвидео Кубертен, дозволиле учествовање професионалним спортистима. Растући значај медија створио је питање о корпорацијским спонзорима и комерцијализацији игара. Први и Други светски рат узроковали су отказивање Игара 1916, 1940. и 1944. Велики бојкот током Хладног рата лимитирао је број учесника на Играма 1980. и 1984. Иако је бојкот предвођен од стране Совјетског Савеза осиромашио такмичење у свим спортовима, 140 националних олимпијских комитета учествовало је на Летњим олимпијским играма 1984, што је био рекорд у то доба.
Олимпијски покрет састоји се од међународних спортских федерација, Националног олимпијског комитета и организованог комитета за сваке Олимпијске игре посебно. Као владајуће тело, Међународни олимпијски комитет задужен је за избор града домаћина за све Олимпијске игре, као и за организацију игара, према Олимпијској повељи. МОК такође одређује олимпијски програм и спортове који ће се наћи на играма. Постоји неколико олимпијских ритуала и симбола, као што су Олимпијска застава и Олимпијски пламен, као и церемонија отварања и затварања игара.
Око 13.000 спортиста учествује на Летњим и Зимским олимпијским играма, у 33 спорта и скоро 44 догађаја. Првопласирани, другопласирани и трећепласирани добијају олимпијске медаље: златну, сребрну и бронзану.
Игре су напредовале толико да је сада готово свака држава заступљена. Овај раст проузроковао је бројне изазове и контроверзе, укључујући и бојкот, допинг, подмићивање, као и терористички напад 1972. Сваке две године, Олимпијске игре и медији омогућавају непознатим спортистима да стекну националну и интернационалну славу. Игре омогућавају граду и држави домаћину да се прикаже свету.

## Историја

### Античке олимпијске игре
Порекло античких олимпијских игара је непознато, постоје многе легенде и митови о њиховом настанку. У једном од најпопуларнијих митова Херакле и његов отац Зевс сматрају се творцима Игара. Према легенди, Херакле је први Игре назвао "Олимпијским" и успоставио обичај да се одржавају сваке четири године. Легенда каже да је Херакле, након што је испунио 12 задатака, саградио Олимпијски стадион, у Зевсову част. Пратећи његову изградњу, ишао је правом линијом 200 m и назвао је ту дистанцу стадиј (грч. στάδιον), што је касније постало јединица за дистанцу. Најприхватљивији датум за почетак Олимпијских игара је 776 година пре нове ере. Ово је базирано на натписима, пронађеним у Олимпији, који садрже имена победника од 776 године п. н. е. Античке олимпијске игре биле су један од два централна ритуала у Античкој Грчкој, други је био много старији религијски фестивал — Елеусинске мистерије, које су се сваке године одржавале у част богиња Деметре и Персефоне. Игре су почеле да се одржавају у светилишту Олимпија, близу градова Елис и Писа. Прве игре почеле су као годишња трка младих девојака, у такмичењу за позицију свештенице богиње Хере, док је друга трка установљена за пратиоце свештенице, који ће учествовати у религијским обредима у храму.
Историчар Ефор, који је живео у 4. веку пре нове ере, сматра се једним од могућих оснивача израза Олимпијада, за рачунање година, иако се заслуге за модификовање те епохе приписују Хипији, Ератостену или Тимају, кога је Ератостен можда имитирао. Олимпијске игре се одржавају у размаку од четири године и касније антички историчари су успоставили термин Олимпијада за период између две игре. Претходни локални систем рачунања времена који су користиле Грчке државе (систем су наставили да користе сви осим историчари) је доводио до забуне приликом покушаја да се одреди датум игара; на пример Диодор је тврдио да је било помрачење сунца у трећој години 113. Олимпијаде, што значи да је помрачење било 316 године пре нове ере. То значи да је датум прве Олимпијаде 765. године пре нове ере. Ипак, постоји неслагање међу научицима око тачног датума првих игара.
 Осим игара у Олимпији одржавале су се и друге сличне игре: Панатенеје, Питијске, Немејске и Истмијске игре, које су заједно чиниле круг познат као Панхеленске игре. На почетку су игре биле углавном догађај локалног значаја, а до XV античких олимпијских игара одржавала се само једна дисциплина — трка на 1 стадиј (нешто мање од 185 m). Онда је додана трка на 2 стадија, а прва дугопругашка трка, на 24 стадија (у метричком систему 4.420 m), одржана је 720. п. н. е. Паусанија пише да су се на почетку спортисти такмичили обучени у лагану спортску опрему, као данас. А онда је, током једне трке, тркачу Орсипу из Мегаре – спала одећа. Он је наставио да трчи го. То је од осталих атлета убрзо прихваћено, па су се такмичари од тада такмичили голи. Жене нису смеле да се такмиче, чак им није било дозвољено ни да буду гледаоци. Ипак, девојке су се смеле такмичити на Херајама, играма у част богиње Хере, које су се такође одржавале у Олимпији сваке четири године. За разлику од мушкараца, оне се нису такмичиле голе. Жене су биле подељене у три дисциплине: девојке, тинејџерке и младе жене, дужина је била мања него код мушкараца, 160 m. Победнице, као и код мушкараца добијале су маслинасту круну. Антички олимпијци тренирали су у Олимпији месец дана пре званичног старта игара, док су обично тренирали у школи Палестра. Победници нису добијали новац, већ круну направљену од маслина; поштовани су у родном граду, а њихов успех допринео је повећању славе и репутације њиховог места у Грчкој заједници. Били би опевани у песмама и подизали би им се споменици.. Записано је да су током игара сви сукоби међу градовима-државама учесницама игара одлагани док се игре не заврше. Овај престанак непријатељства познат је као Олимпијски мир или примирје. Ова идеја је модерни мит, јер Грчка није никад прекидала своје ратове. Примирје је омогућавало религијским ходочасницима који су путовали у Олимпију, да прођу ратне територије без узнемиравања, јер их штити Зевс.
Античке игре имале су разне спортове: Петобој (који је садржао игру скакања, бацање диска, бацање копља, трку и рвање), бокс, рвање, Панкратион и јахање. По предању, Кореб, кувар из Елиса био је први Олимпијски шампион, док је спартанска принцеза Киниска била прва жена победник Олимпијских игара; она је у трци коњима победила 396 године пре нове ере, а затим и 392 године п. н. е. Олимпијске игре су још имале велики верски значај. Одржавани су спортски догађаји поред ритуала жртвовања у част бога Зевса (коме је подигнута статуа у Олимпији) и Пелопа, хероја и митског краља Олимпије. Пелоп је био познат по трци у кочијама са краљем Еномајем из Писе.
Игре су највећу популарност имале током 6. и 5. века пре нове ере, али је значај нагло опао током римске владавине над Грчком. Иако нема научног консензуса када су Игре званично завршене, за датум завршетка се најчешће узима 393 година нове ере, када је цар Теодосије I наредио укидање свих паганских култова и обичаја. Као други могући датум сматра се 426 година нове ере, када је Теодосије II наредио рушење свих грчких храмова.

### Претече модерних Игара
Разне употребе израза "Олимпијски" за опис спортских догађаја у модерном добу документоване су од 17. века. Први такав догађај биле су Котсволдске игре, годишње окупљање близу Чипинг Кампдена, у Енглеској, које су садржале неколико спортова. Први пут организовао их је адвокат Роберт Довер 1612 године, који је био председник игара наредних 40 година. Игре су прекинуте 1642, када је почео Енглески грађански рат, а настављене су 1660, након рестаурације и одржаване су све до 1852 када су прекинуте поново. Британски олимпијски комитет је у својој кандидатури за Олимпијске игре 2012, у Лондону поменуо ове игре као "прво подстицање британског олимпијског почетка.
Олимпијад де ла Република, национални олимпијски фестивал, одржаван у Француској од 1796 до 1798 године, за време француске револуције, такође је покушао да оживи Античке олимпијске игре. Такмичење је укључивало неколико дисциплина које су биле у Античким играма. Игре 1796 означиле су увођење метричког система у спорту.
Године 1850, Вилијам Пени Брукс, енглески хирург, магистрат, ботаничар и педагог, покренуо је Олимпијски час у Муч Венлоку у Шропширу. Прве игре одржане су у октобру 1850 и укључивале су такмичења у класичној атлетици, као и државне спортове као што су добацивање алки, фудбал и крикет. Игре су брзо доживеле популарност и за неколико година привукли су такмичаре из Лондона и Ливерпула. Брукс је био председник Игара 1854, 1855, 1857, 1862 и 1891. Године 1859, Брукс је променио име у Венлошке Олимпијске игре, које се одржавају и данас. 15. новембра 1860, Брукс је основао Венлошко олимпијско друштво.
Између 1862 и 1867, у Ливерпулу се сваке године одржавао Велики олимпијски фестивал, који су основали енглески гимнастичар и атлетичар — Џон Халеј и Чарлс Мели. Ове игре су биле прве посвећене потпуним аматерима, док су у перспективи биле међународне, иако су једино могли да учествују 'господа аматери'. Програм на првим Олимпијским играма 1896, био је скоро идентичан ономе са Ливерпулских олимпијских игара. Године 1865, Халеј, Брукс и Ернст Џорџ Равенстајн основали су Националну олимпијску асоцијацију у Ливерпулу, претечу данашњег британског олимпијског комитета. Године 1866, Националне олимпијске игре у Великој Британији одржане су у лондонској Кристалној палати.

### Оживљавање игара
Грчки интерес за оживљавање Олимпијских игара почео је са Грчким ратом за независност од Османског царства 1821. Први је предложио песник и новински уредник Панагијотис Суцос у својој поеми "Дијалог мртвих", која је објављена 1833, а у којој је написао: 
| „ | Где су сва ваша позоришта и мраморне статуе? Где су ваше Олимпијске игре? | ” |

 Суцос је убрзо званично предложио влади оживљавање игара, слањем меморандума 1835 године. Његов предлог је прихваћен од стране краља Ота, али ништа није урађено на покретању игара, без обзира на кампању Суцоса наредних 26 година. Евангелос Запас, богати Грчко-римски филантроп, писао је први пут краљу Оту 1856, нудећи да финансира трајно оживљавање Олимпијских игара. Запас је покренуо Запасове олимпијске игре 1859, које су одржане на тргу у Атини. Иако се могу сматрати првим модерним Олимпијским играма, биле су далеко од међународног фестивала. Игре су биле изразито националног карактера, с обзиром на то да су учесници били искључиво Грчке националности, из унутрашњости Грчке или из Грчке дијаспоре у Османском царству. Учесници су се такмичили у разним дисциплинама, сличним онима са Античких олимпијских игара: трчање, бацање диска, бацање копља, рвање, скакање и пењање по стубовима. Запас је финансирао реконструкцију античког Стадиона Панатинаико, да би могао угостити све будуће Олимпијске игре. Запас је планирао да спонзорише и будуће Олимпијске игре, али је умро 1865; међутим, оставио је велико богатство, за реконструкцију објеката, као и наставак игара у четворогодишњем интервалу.
Стадион Панатинаико је био домаћин игара 1870 и 1875. 30.000 гледалаца присуствовало је играма 1870, док не постоје званични подаци о посети на играма 1875. Планирање игара 1875 почето је 1871, док је 1873 основана фондација за изградњу изложбеног центра Зепион (грч. Ζάππειον μέγαρο). Треће Олимпијске игре организовао је директор јавне гимназије у Атини — Јоанис Фокијанос. Фокијанос је чврсто веровао да ће се идеали гимназије проширити одозго, тј. од виших класа, кроз образоване и културолошке класе. Из тог разлога, искључио је све учеснике осим студенте универзитета. Сви студенти тренирали су у јавној гимназији у Атини, у серији гимнастичких тренинга које је увео Фокијанос, инспирисан немачким системом гимнастике. Такмичари су били импресивно обучени: беле панталоне и беле мајице са великом плавом траком, што је до 1896 била званична униформа гимнастичара.
Након дуготрајне парнице између Грчке владе и групе Запасових рођака око његове заоставштине, Константинос Запас осигурао је извршење Запасове воље. Грчка влада употребила је Запасов новац да заврши централну теретану за гимнастику 1878 и да настави изградњу Зепиона, која је започета 1873 и била је привремено обустављена. Зепион је званично отворен 20. октобра 1888. Године 1875, Фокијанос је преузео бригу о спортским догађајима, који су били одложени до 30. априла 1889. Те игре нису биле организоване од стране Комитета који је организовао игре 1859, 1870 и 1875, већ их је организовао Фокијанос сам. 30 спортиста се такмичило у разним дисциплинама, сви такмичари били су обучени исто.
Године 1890, краљевски декрет потписан од стране принца Константина и министра спољних послова Стефаноса Деагумиса, најавио је да ће Олимпијске игре бити враћене, да ће бити у периоду од четири године, од 1988. Следеће игре планиране су 1892, али нису одржане због недостатка финансијских средстава, како је тврдила Грчка влада.

### Оснивање Међународног олимпијског комитета
Вилијам Пени Брукс је веровао да је најбољи начин да се спрече болести физичка активност, те је 1850 године основао Венлошке олимпијске игре, на стадиону за рекреацију у Муч Венлоку. Заједно са Атлетским клубом Ливерпул, који је одржавао свој Олимпијски фестивал, основали су Националну олимпијску асоцијацију, која је настојала да охрабри слична локална такмичења у градовима широм Британије. Брукс је одржавао комуникацију са Грчком владом спортским заговорницима, тражећи оживљавање Олимпијских игара под надзором Грчке владе. Бруксови напори да охрабри интернационализацију игара нису успели, те је организовао националне Олимпијске игре у Лондону 1866 и то су биле прве Олимпијске игре које су одржане ван Грчке. Док су други основали такмичења у својим државама, Пјер де Кубертен је радио на оснивању међународног олимпијског комитета.
Идеја оживљавања Олимпијских игара заживела је у Кубертену 1889 и наредних пет година је радио на организовању састанка спортиста и спортских ентузијаста, који би то омогућио. Брукс је 1890 писао Кубертену и њих двојица су почела да размењују писма о спорту и едукацији. Док је Бруксов допринос оживљавању игара препознат у Британији у то време, Кубертен је у својим писмима занемарио улогу Брукса у развоју игара. Док се припремао за конгрес, Кубертен је наставио да развија филозофију игара, сматрајући да оне требају да буду окупљање аматера.  Године 1894, када је одржан конгрес, Кубертен је критиковао аматерски тип такмичења у Енглеској јер је сматрао да је погрешно искључивање такмичара који припадају радничкој класи. Сматрао је да учесницима не треба плаћати, али да треба да зарађују новац ван игара. У новембру, на годишњем састанку USFSA (фр. Union des Sociétés Françaises de Sports Athlétiques, досл. Савез француских друштвених спортских друштава), које је оформио Кубертен 1890, Кубертен је представио своју идеју оживљавања игара, али је наишао на малу приврженост идеји, вероватно зато што су спортске асоцијације хтеле да буду фокусиране на сопствено подручје. У циљу добијања подршке за међународну организацију, Кубертен је смањио своју улогу у оживљавању игара и уместо тога промовисао је као конференцију аматеризма у спорту и скупљао спонзоре. Мало интересовања је изражено током његових посета САД 1893 и Лондону 1894, док је покушај да укључи Немце наљутио француске спортисте, који нису желели да Немци уопште учествују.
Конгрес је одржан 23. јуна 1894, у Сорбони, у Паризу. Учесници су поделили конгрес у две комисије, једну за аматеризам и другу за оживљавање Олимпијских игара. Грчки учесник, Деметриос Викелас, био је на челу комисије за Олимпијске игре, заједно са Кубертеном, Хербертом из Британије и Слоуном из Сједињених Америчких Држава, помогао је напорима комисије. Комисија је предложила да се Олимпијске игре одржавају сваке четири године, док ће програм на играма бити модерни пре античких спортова. Такође је договорен датум и локација првих модерних игара, 1896, у Атини, док је одређено да друге игре буду 1900 у Паризу. Кубертен је првобитно био против тога да се прве игре одрже у Грчкој, јер је био забринут око способности ослабљене Грчке да угости такмичење, али га је Викелас убедио да подржи идеју. Предлог комисије је прихваћен од стране конгреса и званично је рођен модерни Олимпијски покрет. Након конгреса, организација формирана на њему формализована је у Међународни олимпијски комитет — МОК, док је за првог председника изабран Деметриос Викелас.

### Прве игре — 1896.
Прве Олимпијске игре одржане су под покровитељством Међународног олимпијског комитета, на стадиону Панатинаико у Атини, од 6. до 15. априла 1896. На играма је учествовало 14 држава и 241 такмичар, који су се надметали у 9 спортова и 43 дисциплине. Запас и његов рођак, Константинос Запас, препустили су Грчкој влади да финансира будуће Олимпијске игре. Георгіос Авероф је допринео реконструкцији стадиона у припремама за Игре. Грчка влада је такође обезбедила средства, за која је очекивано да ће их вратити од улазница и продаје комеморативног сета маркица за прве Олимпијске игре.
Победницима су додељене сребрне медаље, маслинова гранчица и диплома; док су другопласирани примили бакарне медаље, ловорову гранчицу и диплому. МОК је ретроактивно доделио златне, сребрне и бронзане медаље првој тројици у свим дисциплинама. 10 од 14 држава учесница освојило је медаљу. Сједињене Америчке Државе освојиле су највише сребрних медаља (касније су претворене у златне) — 11; Грчка је освојила највише медаља — 46. Најуспешнији је био немачки такмичар, рвач и гимнастичар, Карл Шуман, који је освојио четири златне медаље.
Званичници Грчке и народ били су узбуђени због домаћинства првих игара, што су преносили и многи спортисти, који су тражили и да Атина буде стални домаћин игара. МОК је хтео да се игре одржавају у разним градовима широм света, те су тако друге игре одржане у Паризу.

## Модерне олимпијске игре
Након почетног успеха, Олимпијске игре су имале потешкоћа. Игре одржане у Паризу 1900. и Сент Луису 1904. биле су у сенци, боље рећи биле су привезак светским изложбама које су у тим градовима тада одржаване. А и само трајање тих олимпијских игара говори доста: оне у Паризу трајале су пет и по месеци, а оне у Сент Луису — нешто преко четири месеца и двадесет дана. Како Енглези не би били „гори“ од Француза четврте игре, одржане у Лондону 1908, трајале су од 27. априла до 31. октобра 1908, преко 6 месеци, што је за данашње појмове несхватљиво. Трајање игара тако је варирало, неке су трајале краће, неке дуже — да би се са играма у Лос Анђелесу 1932. и у Берлину 1936. усталило време трајања игара на данашњих 15 дана.
У спомен на прве Игре из 1896. одржане су, такође у Атини, 1906. године, на њихову 10. годишњицу, „међуигре“ (енгл. Intercalated games). Иако је игре организовао МОК, ова организација их не убраја међу остале „редовне“ Олимпијске игре, већ као прославу јубилеја. Има, међутим, многих савремених историчара олимпизма који се залажу за то да и те игре буду сматране званичним олимпијским играма. Свеједно, иако непризнате као службене, и те су игре допринеле популаризацији и ширењу олимпијског покрета.

### Зимске олимпијске игре
Кад је утемељен МОК, један од предвиђених спортова било је и клизање на леду. Прво такмичење таквог типа, одржано на играма 1908. у Лондону, биле су четири дисциплине уметничког клизања. Предложено је оснивање посебних зимских игара, али је та идеја одбачена гласовима Скандинаваца који су протежирали своје „нордијске игре“. Ипак, неке дисциплине зимских спортова биле су уврштене у предвиђени програм игара 1916. године у Берлину (које нису одржане) и оних 1920. у Антверпену. А онда је 1924. године у Шамонију у Француској, под покровитељством МОК, организован „Међународни викенд зимских спортова“. Ово такмичење је постигло успех, па је 1925. МОК одлучио да установи посебне Зимске олимпијске игре које ће се одржавати независно од Летњих олимпијских игара. На заседању МОК 1926. одлучено је да се та спортска манифестација одржана 1924. године рачуна као прве Зимске Олимпијске игре.
До 1992. и летње и зимске олимпијске игре одржаване су у истој години, а онда је МОК одлучио да их раздвоји. Због тога су следеће Зимске олимпијске игре 1994., одржане само две године после претходних игара, да би од тад наставиле да се одржавају сваке четири године.

### Развој
Од 245 учесника (само мушкараца) из 15 држава, 1896. у Атини, игре су нарасле на 10.651 такмичара, и то 6.582 спортиста и 4.069 спортисткиња из 199 држава, 2000. у Сиднеју. Број спортиста на Зимским играма мањи је од броја спортиста на летњим: око 2.400 спортиста и спортисткиња је у 78 дисциплина учествовало на играма у Солт Лејк Ситију, 2002. године.
Са преко 16.000 телевизијских кућа и новинара присутних у Сиднеју 2000, Олимпијске игре су највећи медијски догађај на свету. Процењује се да је игре у Сиднеју на телевизији гледало око 3,8 милијарди људи. Али раст олимпизма је, уз страх од тероризма, и велики проблем самом олимпијском покрету. Иако су наступи славних професионалних спортиста, те спонзорства највећих светских мултинационалних компанија решили финансијске проблеме Олимпијских игара, чињеница је да је огроман број спортиста, новинара и гледалаца, превелик залогај за многе градове који би радо организовали Олимпијске игре.

### Политички утицај
Олимпијски покрет није остао поштеђен последица политичких догађања. Идеја олимпизма је изневерена током Првог и Другог светског рата. Политика се у историју олимпијских игара умешала још неколико пута.
Летње олимпијске игре 1936. у Берлину Адолф Хитлер је искористио као пропаганду своје националсоцијалистичке странке и своје идеологије. Ипак, на тим играма, Немац Луц Лонг је помогао америчком тамнопутом атлетичару Џесију Овенсу да освоји златну медаљу у скоку удаљ. Совјетски Савез није учествовао на олимпијским играма све до Летњих олимпијских игара 1952. Уместо тога, Совјетски Савез је од 1928. организовао Спартакијаде, међународно такмичење на ком су учествовали такмичари из социјалистичких земаља, или земаља блиских Совјетском Савезу.
Летње олимпијске игре 1956. у Мелбурну су биле прве игре које су бојкотоване. Холандија, Шпанија и Швајцарска су бојкотовале игре због совјетске интервенције у Мађарској, док су Египат, Ирак, Либан и Камбоџа бојкотовале игре због Суецке кризе.
На Летњим олимпијским играма 1968. у Мексику двојица америчких црних атлетичара, Томи Смит и Џон Карлос, су на победничком подијуму подигле песнице увис, у знак протеста против расних подела у Сједињеним Државама. Због тога је председник МОК-а Ејвери Брундинџ захтевао Олимпијског комитета Сједињених Држава да или пошаљу ову двојицу атлетичара кући, или да повуку цео атлетски тим. Олимпијски комитет Сједињених Држава се одлучио за први предлог.
Касније, током 1970-их и 1980-их, због расних, политичких, хладноратовских и осталих подела дошло је до четири бојкота Олимпијских игара који су озбиљно запретили идеји олимпизма. Прво су Олимпијске игре у Монтреалу, 1976. бојкотовале многе афричке државе, јер није удовољено њиховом захтеву да се са игара удаљи Нови Зеланд чија је рагби репрезентација наступала у, тада расистичкој, Јужноафричкој Републици, иако рагби тада није био, као ни данас, олимпијски спорт. Тајван није учествовао на овим играма пошто је Народна Република Кина уложила протест да он не може да учествује на овим играма под именом Република Кина, упркос компромису да Тајван може да користи своју заставу и химну. Тајван је то одбио и није учествовао на олимпијским играма све до 1984.
Затим су Сједињене Америчке Државе и неколико других западних земаља, као и још много држава са других континената, америчких савезница или економски блиских са САД (као нпр. Јапан), затим Кина — свеукупно 65 држава, бојкотовале Летње олимпијске игре 1980. због совјетске војне интервенције у Авганистану. Одговор је уследио 4 године касније. Совјетски Савез и земље Источног блока, осим Румуније, али зато уз социјалистичке државе Кубу, Етиопију и Северне Кореје - укупно 14 држава, узвратиле су бојкотом Летњих олимпијских игара 1984.
Последњи, додуше мали бојкот задесио је Летње олимпијске игре 1988. у Јужној Кореји. На овим играма нису се појавиле Северна Кореја, Куба, Етиопија и Никарагва.
На Играма у Барселони 1992. репрезентативцима Савезне Републике Југославије у тимским спортовима није било дозвољено да учествују због санкција које су Уједињене нације увеле Југославији због рата у бившој СФРЈ. Такмичари из СРЈ који су наступали у појединачним спортовима су се борили под заставом Олимпијских игара.
Иран, од Исламске револуције, саветује својим такмичарима да не учествују у такмичењима против олимпијаца из Израела. Због питања статуса Тибета, појавили су се апели да се бојкотују Летње олимпијске игре 2008. у Пекингу.
Најтрагичнији и најгори инцидент у олимпијској историји десио се за време Олимпијских игара у Минхену, 1972. Палестински терористи из организације зване Црни септембар упали су 5. септембра, 11. дана игара, у олимпијско село, убили двојицу израелских спортиста, а деветорицу узели за таоце. У наставку драме, дошло је до масакра. На минхенском војном аеродрому, после неуспеле акције спашавања талаца, убијено је свих девет израелских спортиста, петорица терориста и један немачки полицајац. Свет је био у шоку, али су игре, после 34-сатног прекида, настављене.

Почетак ОИ у Пекингу протиче у сенци рата у Јужној Осетији. То је први пут не само да је дошло до ратног стања за време ОИ још од времена старе Грчке, већ и први пут да су се почеци рата и ОИ поклопили у дан.
На ОИ у Рију 2016. учествовали су такмичари из Републике Косово једнострано проглашене државе на територији Републике Србије, што је противно Уставу Србије и резолуцији Савета безбедности 1244, према којој је цела територија Косова и Метохије, правно гледано, у саставу Србије.

## Олимпијски покрет
Бројне организације су укључене у организацију олимпијских игара. Оне заједно чине олимпијски покрет. Правила и начела по којима делују регулисана су олимпијском повељом.
На челу олимпијског покрета је Међународни олимпијски комитет (МОК), чији је тренутни председник (од 2013. године) Немац Томас Бах. МОК се брине о текућим питањима и доноси важне одлуке, као што су избор града домаћина Олимпијских игара, програм игара и друге одлуке.
Три групе организација делују и решавају питања из своје надлежности:
- Међународне спортске федерације су највиша тела у датом спорту, (нпр. ФИНА у пливању, ФИБА у кошарци, ФИФА у фудбалу, итд). Тренутно 35 међународних спортских федерација делује унутар олимпијског покрета.
- Национални олимпијски комитети, свака земља чланица има свој олимпијски комитет — нпр. Србија има Олимпијски комитет Србије, итд. Сваки олимпијски комитет поједине земље чланице заступа у својој земљи олимпијски покрет, унапређује његова начела и правила. Тренутно под окриљем МОК делује 202 националних олимпијских комитета.
- Организациони комитет олимпијских игара формира национални олимпијски комитет оне земље чланице која добије организацију игара. Организациони комитет се распушта након обављеног задатка, т. ј. по завршетку олимпијских игара (не самим затварањем игара, него сређивањем целокупног биланса управо одржаних игара). Међутим, његов задатак одмах наставља организациони комитет оне државе која организује наредне Олимпијске игре.

### Критике
Донедавно је МОК био често критикован да је затворена организација са неколико чланова „зацементираних“ у чланству до касне животне доби, па и доживотно. Нарочито је донедавни председник МОК Шпанац Хуан Антонио Самаран био честа мета критика. Под његовим вођством је олимпијски покрет веома напредовао, али му се пребацивало да се понаша аутократски, а унутар МОК се развила и корупција. Сам Самаран је био обележен хипотеком сарадње са бившом Франковом фашистичком владом у Шпанији, а и његово дуго председавање МОК-ом (21 годину, односно до своје 81. године) такође је било предмет критике.
Да би се избегли будући скандали у избору града-домаћина игара, предвиђају се неке реформе, јер је у прошлости било корупције, као при избору за Солт Лејк Ситија за домаћина Зимских игара 2002. Планира да се у чланство МОК уводе бивши, али и још активни велики спортисти, јер се претпоставља да такав спортиста, који је своју спортску славу годинама мукотрпно, знојем и одрицањима стицао на спортском пољу, неће бити склон преварама. Планира се, такође, временско ограничавање чланства у МОК.

## Међународни олимпијски комитет
Олимпијски покрет обухвата велики број домаћих и међународних спортских организација и савеза, признатих медијских партнера, као и спортисте, званичнике, судије и сваку другу особу и институцију која је сагласна да се придржава правила Олимпијске повеље. Као кровна организација Олимпијског покрета, Међународни олимпијски комитет (МОК) је одговоран за избор града домаћина, надгледање планирања Олимпијских игара, ажурирање и одобравање програма олимпијских спортова и преговарање о спонзорству и правима емитовања.
Олимпијски покрет се састоји од три главна елемента:
- Међународне федерације (IF) су управљачка тела која надгледају спорт на међународном нивоу. На пример, Међународна фудбалска федерација (FIFA) је IF за фудбалске асоцијације, а Међународна одбојкашка федерација је међународно управно тело за одбојку. Тренутно постоји 35 међународних федерација у Олимпијском покрету, које представљају сваки од олимпијских спортова.[96]
- Национални олимпијски комитети (NOC) представљају и регулишу олимпијски покрет у свакој земљи. На пример, Руски олимпијски комитет (ROC) је NOC Руске Федерације. Тренутно постоји 206 националних олимпијских комитета које је признао МОК.[97][98]
- Организациони комитети за Олимпијске игре (OCOG) су привремени комитети одговорни за организацију сваких Олимпијских игара. OCOG се распуштају након сваких игара када се финални извештај достави МОК-у.[99]

Француски и енглески су званични језици Олимпијског покрета. Други језик који се користи на свим Олимпијским играма је језик земље домаћина (или језици, ако држава има више од једног службеног језика осим француског или енглеског). Сваки проглас (као што је саопштење сваке земље током параде нација на церемонији отварања) се говори на ова три (или више) језика, или на два главна у зависности од тога да ли је у земљи домаћина енглески или француски говорни језик: француски увек се прво говори, затим следи енглески превод, а затим доминантни језик земље домаћина (када то није енглески или француски).

### Оптужбе за мито и корупцију
МОК је често оптуживан да је недокучива организација, са неколико доживотних чланова у комитету. Посебно контроверзни су били председнички мандати Ејвери Брундеџа и Хуана Антонија Самаранча. Брундеџ се снажно борио за аматеризам и против комерцијализације Олимпијских игара, чак и када су ови ставови постали очигледно неусаглашени са реалношћу модерног спорта. Појава спортиста које је спонзорисала држава из земаља Источног блока додатно је надкопала идеологију чистог аматера, јер је самофинансирајуће аматере западних земаља ставила у неповољан положај.‍:pp. 52–60 Брундеџ је оптужен за антисемитизам и расизам у пружању отпора искључењу Јужне Африке.‍:pp. 60–69 За време председништва Самаранча, канцеларија је оптужена и за непотизам и за корупцију. Самаранчеве везе са Франковим режимом у Шпанији такође су биле извор критика.
Године 1998, објављено је да је неколико чланова МОК-а узело поклоне од чланова конкурсне комисије Солт Лејк Ситија за угошћавање Зимских олимпијских игара 2002. године. Убрзо су спроведене четири независне истраге: МОК, Олимпијски комитет Сједињених Држава (USOC), Организациони комитет Солт Лејка (SLOC) и Министарство правде Сједињених Држава (DOJ). Иако се ништа стриктно противзаконито није догодило, сматрало се да је прихватање поклона морално дубиозно. Као резултат истраге, десет чланова МОК-а је искључено, а још десет је санкционисано. Усвојена су строжа правила за будуће понуде, а уведена су ограничења да би се дефинисало колико чланови МОК-а могу да прихвате у виду поклона из градова који се пријављују. Поред тога, постављена су нова ограничења рока и старосне доби за чланство у МОК-у, и петнаест бивших олимпијских спортиста је додато у комитет. Ипак, са спортског и пословног становишта, Олимпијске игре 2002. биле су једне од најуспешнијих Зимских игара у историји; постављени су рекорди и у радиодифузном и у маркетиншком програму. Преко 2 милијарде гледалаца је гледало, и било је више од 13 милијарди гледалацачких часова. Игре 2002. су такође биле финансијски успех, прикупљајући више новца са мање спонзора него било које претходне Олимпијске игре, остављајући SLOC-у вишак од 40 милиона долара. Овај вишак прихода искоришћен је за стварање Атлетске фондације Јуте (познате и као Фондација Олимпијског наслеђа Јуте), која одржава и управља многим постојећим олимпијским објектима.
Године 1999, је објављено да је комитет за учешће на Олимпијским играма у Нагану потрошио око 14 милиона долара на забаву 62 члана МОК-а и многих њихових сарадника. Прецизне бројке су непознате пошто је Нагано уништио финансијску евиденцију након што је МОК затражио да се трошкови за забаву не објављују.
У јулу 2000. године, када је Лос Анђелес Тајмс известио о замршеној природи начина на који МОК прерасподељује профит од спонзорстава и права на емитовање, олимпијски историчар Боб Барни је изјавио да он „још није видео корупцију у МОК-у“, али је приметио да постоје „питања неодговорности“. Касније је приметио да када су у центру пажње спортисти, то има „моћ да помрачи утиске скандала или корупције“, с обзиром на процес кандидатуре за Олимпијске игре.
У документарном филму BBC-ја из августа 2004. године, Панорама: Куповина игара, извештава се о резултатима истраге о миту који је наводно коришћен у процесу надметања за Летње олимпијске игре 2012. У документарцу се тврдило да је могуће подмитити чланове МОК-а да гласају за одређени град кандидат. Након што су тесно поражени у својој кандидатури за Игре 2012, париски градоначелник Бертран Делано је специфично оптужио британског премијера Тонија Блера и Лондонски комитет за надметање, на челу са бившим олимпијским шампионом Себастијаном Коуом, да су прекршили правила конкурса. Као сведока је навео француског председника Жака Ширака; Ширак је давао опрезне интервјуе у вези са својом умешаношћу, али навод никада није у потпуности истражен. Кандидатура Торина за домаћина Зимских олимпијских игара 2006. такође је била помућена контроверзама; истакнути члан МОК-а, Марк Ходлер, блиско повезан са конкурентском понудом Сиона, навео је подмићивање званичника МОК-а од стране чланова Торинског организационог одбора. Ове оптужбе су довеле до опсежне истраге, а такође су послужиле и да се многи чланови МОК-а одврате од Сионове понуде, што је потенцијално помогло Торину да освоји номинацију за град домаћина.

## Комерцијализација

### Под националним организационим комитетима
Олимпијске игре су комерцијализоване у различитим степенима од инаугурационих Летњих олимпијских игара 1896. у Атини, када су бројне компаније платиле за оглашавање, укључујући Кодак. Године 1908, Оксо, вода за испирање уста и Индијски прах за стопала постали су званични спонзори Олимпијских игара у Лондону. Кока-кола је први пут спонзорисала Летње олимпијске игре 1928. године и од тада је остала олимпијски спонзор. Пре него што је МОК преузео контролу над спонзорством, NOC-ови су били одговорни за преговоре о сопственим уговорима о спонзорству и коришћењу олимпијских симбола.‍:p. 231

### Под контролом МОК-а
МОК се првобитно опирао финансирању од стране корпоративних спонзора. Тек када је пензионисан председник МОК-а Ејвери Брандеџ, 1972. године, МОК је почео да истражује потенцијал телевизијског медија и уносна тржишта оглашавања која су им доступна.‍:p. 231 Под вођством Хуана Антонија Самаранча, Игре су почеле да се померају ка међународним спонзорима који су настојали да повежу своје производе са олимпијским брендом.

### Буџет
Током прве половине 20. века, МОК је имао мали буџет. Као председник МОК-а од 1952. до 1972. године, Ејвери Брандиџ је одбацио све покушаје да се Олимпијске игре повежу са комерцијалним интересом.‍:p. 231 Он је веровао да ће лоби корпоративних интереса неоправдано утицати на доношење одлука МОК-а. Његов отпор овом току прихода значио је да је МОК оставио организационим комитетима да преговарају о сопственим спонзорским уговорима и користе олимпијске симболе.‍:p. 231 Када се Брандаге пензионисао, МОК је имао 2 милиона долара у имовини; осам година касније каса МОК-а је порасла на 45 милиона долара. Ово је првенствено било због промене идеологије ка ширењу Игара кроз корпоративно спонзорство и продају телевизијских права.‍:p. 231 Када је Хуан Антонио Самаранч 1980. изабран за председника МОК-а, његова жеља је била да МОК учини финансијски независним.
Летње олимпијске игре 1984. постале су преломни тренутак у олимпијској историји. Организациони комитет са седиштем у Лос Анђелесу, на челу са Питером Јуберотом, успео је да оствари вишак од 225 милиона америчких долара, што је био износ без преседана у то време.‍:p. 209 Организациони комитет је био у могућности да створи такав вишак делимично продајом ексклузивних спонзорских права одабраним компанијама.‍:p. 209 МОК је настојао да преузме контролу над овим спонзорским правима. Самаранч је помогао да се успостави Олимпијски програм (TOP) 1985. године, како би се створио олимпијски бренд. Чланство у TOP-у је било, и јесте, веома ексклузивно и скупо. Накнаде коштају 50 милиона долара за четворогодишње чланство. Чланови TOP-а су добили ексклузивна права на глобално оглашавање за своју категорију производа и коришћење олимпијског симбола, прстенова који се међусобно спајају, у својим публикацијама и рекламама.‍:p. 194

### Ефекат телевизије
Летње олимпијске игре у Берлину 1936. биле су прве Игре које су емитоване на телевизији, али само локалној публици. Зимске олимпијске игре 1956. у Италији биле су прве олимпијске игре на међународној телевизији, а права за емитовање следећих Зимских игара у Калифорнији су по први пут продата специјализованим телевизијским мрежама — CBS је платио 394.000 америчких долара за америчка права.‍:p. 192 У наредним деценијама, Олимпијске игре су постале један од идеолошких фронтова Хладног рата, а Међународни олимпијски комитет је желео да искористи ово појачано интересовање путем медија.‍:p. 192 Продаја права на емитовање омогућила је МОК-у да повећа изложеност Олимпијских игара, чиме је изазвала веће интересовање, што је заузврат повећало привлачност времена ТВ емитовања за оглашиваче. Овај циклус је омогућио МОК-у да наплаћује све веће накнаде за та права.‍:p. 192 На пример, CBS је платио 375 милиона долара за америчка права за емитовање Игара у Нагану 1998. године, док је NBC потрошио 3,5 милијарди долара за америчка права за емитовање свих Олимпијских игара од 2000. до 2012. године.
Године 2011, NBC је пристао на уговор од 4,38 милијарди долара са МОК-ом за пренос Олимпијских игара до Игара 2020. године, најскупљи уговор о телевизијским правима у историји Олимпијских игара. NBC је затим пристао на продужење уговора од 7,75 милијарди долара 7. маја 2014. како би се Олимпијске игре емитовао до Игара 2032. године. NBC је такође стекао америчка телевизијска права на Олимпијске игре младих, почевши од 2014. године, и Параолимпијске игре. Више од половине глобалних спонзора Олимпијског комитета су америчке компаније, а NBC је један од главних извора прихода за МОК.
Гледаност се експоненцијално повећавала од 1960-их до краја 20. века. Ово је било због појаве сателита за емитовање телевизије уживо широм света почевши од 1964. године, и увођења телевизије у боји 1968. године. Глобална публика за Игре у Мексико Ситију 1968. процењена је на 600 милиона, док је број публике на Играма у Лос Анђелесу 1984. порастао на 900 милиона; овај број је нарастао на 3,5 милијарде до Летњих олимпијских игара 1992. у Барселони.‍:pp. 16–18 Са тако високим трошковима емитовања игара, додатним притиском интернета и повећаном конкуренцијом кабловске телевизије, телевизијски лоби је захтевао уступке од МОК-а да би повећао рејтинг. МОК је одговорио тако што је направио низ измена у олимпијском програму; на Летњим играма, такмичење у гимнастици је проширено са седам на девет вечери, а додата је и Шампионска гала да би се привукло веће интересовање;‍:p. 17 програми догађаја су такође проширени за пливање и роњење, оба популарна спорта са широком базом телевизијских гледалаца.‍:p. 17 Због значајних накнада које је NBC платио за права на Олимпијске игре, МОК је дозволио мрежи да утиче на заказивање догађаја како би се максимизирала гледаност америчке телевизије када је то могуће.‍:p. 230 Значајни примери максимизирања телевизијске гледаности у САД укључују заказивање финала пливачких такмичења само током јутра у градовима домаћинима Пекингу (током Летњих олимпијских игара 2008.) и Токију (током Летњих олимпијских игара 2020.), који се поклапају са терминима за вечерњи ударни термин у Сједињеним Државама.

### Олимпијски маркетинг
Средства из програма лиценцирања подржавају све што иде у Игре, поред осталих токова прихода од продаје улазница и права на емитовање, који представљају више од 60 одсто.
Продаја олимпијског бренда била је контроверзна. Аргумент је да су Игре постале неразлучиве од било ког другог комерцијализованог спортског спектакла.‍:p. 194 Друга критика је да Игре финансирају градови домаћини и националне владе; МОК не сноси никакве трошкове, али контролише сва права и профит од олимпијских симбола. МОК такође узима проценат од свих спонзорстава и прихода од емитовања.‍:p. 194 Градови домаћини настављају ватрено да се такмиче за право да буду домаћини Игара, иако нема сигурности да ће повратити своја улагања.‍:pp. 194–195 Истраживања су показала да је трговина око 30 посто већа за земље које су биле домаћини Олимпијаде.

## Симболи
Олимпијски покрет користи симболе за представљање идеала оличених у Олимпијској повељи. Олимпијски симбол, познатији као олимпијски прстенови, састоји се од пет међусобно испреплетених прстенова и представља јединство пет насељених континената (Африке, Америке (сматра се једним континентом), Азије, Европе и Океаније). Обојена верзија прстенова - плава, жута, црна, зелена и црвена - преко белог поља формира олимпијску заставу. Ове боје су изабране зато што је сваки народ имао бар једну од њих на својој националној застави. Застава је усвојена 1914, али се први пут вијорила тек на Летњим олимпијским играма 1920. у Антверпену, Белгија. Од тада је подигнута током сваке прославе Игара. МОК задржава ексклузивно власништво и контролу над употребом олимпијских симбола кроз Најробијски споразум о заштити олимпијског симбола.
Олимпијски мото, Citius, Altius, Fortius, латински израз који значи „брже, више, јаче“ предложио је Пјер де Кубертен 1894. године, а званичан је од 1924. Мото је сковао Кубертенов пријатељ, доминикански свештеник Анри Дидон ОП, за Париски омладински скуп младих 1891. године.
Кубертенови олимпијски идеали су изражени у олимпијском криду:
На Олимпијским играма није најважније победити већ учествовати, као што у животу није најважнији тријумф већ борба. Суштинска ствар није победити већ добро се борити.
Месецима пре сваких Игара, Олимпијски пламен се пали у Херином храму у Олимпији на церемонији која одражава древне грчке ритуале. Извођачица, која се понаша као свештеница којој се придружује десет извођачица као Весталке, пали бакљу стављајући је у параболично огледало које фокусира сунчеве зраке; она затим пали бакљу првог носиоца штафете (који је такође грчки спортиста), чиме покреће штафету олимпијске бакље која ће пренети пламен до Олимпијског стадиона у граду домаћину, где игра важну улогу у церемонији отварања. Иако је пламен био олимпијски симбол од 1928. године, штафета бакље је представљена тек на Летњим играма 1936. да би промовисала Трећи Рајх.
Олимпијска маскота, животиња, људска или антропоморфна фигура која представља културно наслеђе земље домаћина, представљена је 1968. Играла је важан део промоције идентитета игара од Летњих олимпијских игара 1980. године, када је совјетско младунче медведа Миша је достигло међународну славу. Маскота Летњих олимпијских игара у Лондону добила је име Венлок по граду Мач Венлок у Шропширу. Велики део Венлока је и даље домаћин Олимпијских игара Венлока, које су биле инспирација Пјеру де Кубертену за Олимпијске игре. Маскота за Олимпијске игре у Паризу 2024. је била антропоморфна фригијска капа заснована на оној коју је Маријана носила у време Француске револуције.

## Церемоније

### Церемонија отварања
Као што налаже Олимпијска повеља, различити елементи уоквирују церемонију отварања Олимпијских игара. Ова церемонија се одржава у петак и одржава се пре почетка спортских догађаја (осим неких фудбалских утакмица у групној фази, софтбола и веслања). Већина ритуала за церемонију отварања успостављена је на Летњим олимпијским играма 1920. у Антверпену. Церемонија обично почиње уласком председника Међународног олимпијског комитета и представника земље домаћина након чега следи подизање заставе земље домаћина и извођење њене државне химне. Нација домаћин затим представља уметничке приказе музике, певања, плеса и позоришта који представљају њену културну баштину. Уметничке презентације су порасле у обиму и сложености како узастопни домаћини покушавају да обезбеде церемонију која надмашује њену претходницу у смислу незаборавности. Церемонија отварања Игара у Пекингу је наводно коштала 100 милиона долара, при чему је већи део трошкова настао у уметничком сегменту.
После уметничког дела церемоније, спортисти дефилерају на стадион груписани по нацијама. Грчка је традиционално прва нација која улази и предводи параду како би одала почаст пореклу Олимпијаде. Нације затим улазе на стадион по абецедном реду према језику земље домаћина, а спортисти земље домаћина улазе последњи. Током Летњих олимпијских игара 2004. године, које су одржане у Атини у Грчкој, грчка застава је прва ушла на стадион, док је грчка делегација ушла последња. Почевши од Летњих олимпијских игара 2020., наредни домаћини одговарајућих Олимпијских игара (летњих или зимских) улазиће непосредно пре тренутног домаћина у опадајућем редоследу. Говоре држе председник Организационог комитета, председник МОК-а и шеф државе/представник земље домаћина, званично отварајући Игре. Коначно, олимпијска бакља се уноси на стадион и преноси све док не стигне до последњег носача бакље, често успешног олимпијског спортисте из земље домаћина, који запали олимпијски пламен на постољу стадиона.

### Церемонија затварања
Церемонија затварања Олимпијских игара одржава се у недељу и након завршетка свих спортских догађаја. Носиоци застава из сваке земље учеснице улазе на стадион, а прате их спортисти који улазе заједно, без икаквих националних обележја. Три националне заставе се вијоре док се свирају одговарајуће државне химне: застава тренутне земље домаћина; застава Грчке, у част места рођења Олимпијских игара; и застава земље домаћина следећих летњих или зимских олимпијских игара. Председник организационог комитета и председник МОК-а држе завршне говоре, Игре су званично затворене, и олимпијски пламен се гаси. У ономе што је познато као церемонија у Антверпену, актуелни градоначелник града који је организовао игре пренео је специјалну олимпијску заставу председнику МОК-а, који ју је затим предао актуелном градоначелнику града који је домаћин следећих Олимпијских игара. Следећа нација домаћин се такође укратко представља са уметничким приказима плеса и позоришта који представљају њену културу.
Као што је уобичајено, последња додела медаља игара одржава се у оквиру церемоније затварања. Обично се маратонске медаље додељују на Летњим олимпијским играма, док се медаље у скијашком трчању са масовним стартом додељују на Зимским олимпијским играма.

### Додела медаља
Церемонија доделе медаља се одржава након завршетка сваке олимпијске дисциплине. Победник, као и друго и трећепласирани такмичари или тимови, стоје на трибини са три нивоа да би им члан МОК-а доделио њихове медаље. Након пријема медаља, подижу се државне заставе троје освајача и свира химна земље освајача златне медаље. Волентерски грађани земље домаћина такође су домаћини током церемоније одликовања, и они помажући званичницима који уручују медаље и носе заставе. На летњим олимпијским играма, свечана додела медаља се одржава на месту где се догађај одиграо, док се церемоније на зимским олимпијским играма обично одржавају на засебној локацији.
Пракса доделе олимпијских медаља на подијумима је успостављена на Зимским олимпијским играма 1932. године, на основу постоља коришћених на Играма Британске империје 1930. године, као што је предложио Мелвил Маркс Робинсон.

## Олимпијска знамења
Олимпијски покрет користи многа знамења и симболе, од којих многа представљају идеје и идеале које је Пјер де Кубертен имао у својим визијама. Свакако најпознатији симбол су олимпијски кругови. Ових пет међусобно повезаних кругова представља јединство пет насељених континената (Африка, цела Америка, Аустралија, Азија и Европа), а боје тих кругова (слева надесно: плава, жута, црна, зелена и црвена) изабране су јер свака држава света има на својој националној застави бар једну од тих боја. Олимпијски кругови су први пут представљени на Олимпијским играма 1920. године у Антверпену, првим одржаним након паузе због Првог светског рата. Олимпијски кругови се налазе и на олимпијској застави која се подиже, вијори и спушта приликом отварања, трајања, односно затварања олимпијских игара, а у олимпијски стадион се уноси док се свира свечана олимпијска химна. Службени олимпијски мото је латински израз: „брже, више, јаче“ (лат. Citius, Altius, Fortius), који је у употреби почевши од Летњих олимпијских игара 1920. у Паризу. Идеали олимпизма су, вероватно, најбоље описани у олимпијској изјави:
Најважније на олимпијским играма није победити, него учествовати, као што ни у животу није најважнија победа него борба. Велик је човек онај ко не осваја нешто без часне борбе.
Олимпијски пламен пали се у грчкој Олимпији сунчевом светлошћу уз помоћ конкавног огледала. Затим тако настали пламен на олимпијској бакљи носе хиљаде тркача, штафетно, преко свих континената, до града у којем ће се одржавати олимпијске игре. На крају се пламен доноси до истакнутог места на олимпијском стадиону на ком ће горети за време одржавања игара.
Први пут је пламен на отварању неких ОИ упаљен на Играма 1928. у Амстердаму, а начин штафетног преношења пламена бакљом уведен је у склопу припрема и отварања Летњих олимпијских игара 1936. године у Берлину. Традиција обилазака свих 5 континената је започета 2004.

## Олимпијски спортови
На олимпијским играма у Сиднеју спортисти су се такмичили у 28 спортова. Али само је пет спортова заступљено на олимпијским играма од 1896. године. То су атлетика, бициклизам, гимнастика, мачевање и пливање. Ту би спадало и веслање, јер су веслачка такмичења требала да се одрже на првим играма, али нису због лошег времена. Стални спортови на Зимским Олимпијским играма су алпско скијање, скијашко трчање, уметничко клизање, хокеј на леду, нордијска комбинација, скијашки скокови и брзо клизање. Треба напоменути да су уметничко клизање и хокеј на леду били на распореду неких олимпијских игара и пре успостављања посебних, зимских игара.
Протеклих година МОК је, нарочито због млађих гледалаца, увео и неке нове атрактивне спортове као што су сноубординг и одбојка на песку. Међутим, брзи пораст броја олимпијских дисциплина и такмичења присиљава и на мере избацивања спортова. Вероватно ће се десити да ће мање популарни спортови или застарели спортови, попут модерног петобоја, (или скупи спортови као кајак и кану на дивљим водама, за чије је одржавање потребно изградити суперскупу стазу која је касније, обично, ретко у употреби), морати да се боре свој опстанак на Олимпијским играма. МОК је искључио бејзбол и софтбол са програма ОИ 2012.
До 1992. године, у циљу атрактивности, повремено, а и привремено су увођени нови, демонстрациони спортови, обично по један, по избору земље организатора игара. Циљ је био да се заинтересује углавном домаћа публика којој су ти спортови блиски. Победници у овим демонстрационим спортовима нису стицали титулу олимпијског победника.

## Аматеризам и професионализам
По Кубертеновој визији на олимпијским играма спортисти треба да се такмиче из спортских идеала, а никако за новац, и зато на играма није било места професионалним спортистима. Ово начело је резултовало са неколико скандала током модерне олимпијске историје.
Победник у петобоју и десетобоју на олимпијским играма у Стокхолму 1912, амерички Индијанац Џим Торп, дисквалификован је кад је откривено да је полупрофесионално играо бејзбол пре својих олимпских победа. Златне су му медаље одузете, и умро је без њих, а МОК га је рехабилитовао тек 1983. године.
Двадесет и четири године касније швајцарски и аустријски скијаши бојкотовали су такмичење на Зимским олимпијским играма у Гармиш-Партенкирхену 1936, солидаришући се са својим тренерима и колегама којима је био забрањен наступ јер су зарађивали као учитељи скијања.
Временом је многима постајало јасно да је многа аматерска начела прегазило време. На пример, многи спортисти источног блока водили су се као аматери, били су службено запослени при државним установама, али сав посао им је био само тренирање и били су аматери само на папиру. Свеједно, МОК је инсистирао на аматеризму.
Чак је и деветоструки олимпијски победник у пливању Марк Шпиц на Летњим олимпијским играма 1972. замало био дисквалификован и остао без медаља јер је на једном проглашењу, на победничком постољу, славодобитно подигао десну руку у вис, а у руци је држао патике једне реномиране спортске куће.
Током 1980—их година строга аматерска правила су попуштана, наступали су све више многи спортисти за које је било јасно да зарађују искључиво бавећи се спортом. Ситуација се искристалисала 1980-их и 1990—их година. Многи спортисти у међувремену, више уопште нису скривали да за своје наступе примају новац. Чинили су то сви врхунски атлетичари, па и многи други. Тачка на и коначно је стављена на Летњим олимпијским играма 1992. године, наступом кошаркашког „Тима снова“, састављеног од највећих звезда америчке професионалне НБА лиге који су, и службено били професионалци. Једини спорт у којем се још увек, професионалци не такмиче је бокс, а у фудбалу се професионалци такмиче, али само до 23 године старости (свака репрезентација може позвати и тројицу играча старијих од 23 године), да максимална конкуренција најквалитетнијих такмичара на Олимпијским играма не би кварила драж такмичења на Светског првенства у фудбалу, које је иначе велики бизнис и манифестација (по гледаности, не по такмичарима, јер ту наступа пуно мање спортиста: 32 репрезентације са по 23 играча), тек нешто мања од Олимпијских игара.
Међутим, правила о рекламама и рекламирању су и даље врло строга. Реклама не сме бити на самим спортским борилиштима, а службени спонзори олимпијских игара спонзоришу све такмичаре. Од личног рекламирања спортистима је једино дозвољено да на дресовима, патикама или тренеркама носе логотипе произвођача, али су величине тих натписа лимитиране.

## Допинг
Један од највећих проблема и опасности данашњег спорта у целини, а самим тим и олимпијских игара је употреба недозвољених стимулативних средстава, дрога, хемијских и медицинских медикамената, једном речју познатих као допинг. Узимање тих средстава на краћи рок може донети бољи резултат, ако наравно, спортиста поседује остале квалитете потребне да га учине прваком. Али на дужи рок то може довести до физиолошких, физичких, здравствених сметњи, чак и рака, а може довести и до изненадне смрти чак и за време такмичења. Врло је опасно и то што се последице могу јавити и у каснијим нараштајима.
Ипак како је сан сваког спортисте да учествује и да победи на олимпијским играма, неки спортисти прибегавају свим средствима да би дошли до тог циља. Још почетком 20. века олимпијски такмичари су користили сличне медикаменте за побољшање својих способности, па тиме и резултата. Нпр. победник у маратону на Летњим олимпијским играма 1904. године, Томас Хикс као стимуланс је од свог тренера добијао стрихнин и коњак, чак и за време трке.
Допинг се толерисао до краја 1960—их година, када су спортске федерације почеле да увиђају опасност допинга и забрањују га, а МОК га је забранио 1967. године.
Спортиста који је неславно ушао у историју као први позитиван на допинг контроли био је модерни петобојац, Швеђанин Ханс-Гунар Лиљенвал, на Летњим олимпијским играма 1968. године. Преко деведесет спортиста откривено је, попут њега, у следеће 38 година, највише у дизању тегова.
Међутим, далеко „најчувенији“ случај допинга уопште у историји спорта, је случај канадског спринтера Бена Џонсона, на Летњим олимпијским играма 1988. године. Он је победио у финалу трке на 100 m, користећи недозвољену супстанцу станозолол, која, између осталог, разара јетру. Победа и златна медаља су му одузете, а светски рекорд из те трке (9,79 s) је поништен.
Упркос проверама, многи спортисти користе допинг, а да не буду ухваћени „на делу“. Тек 1990—их година на видело су изашли докази да су многи источнонемачки спортисти користили анаболичке стероиде и многа друга средства медицинске и хемијске природе, а у томе су били подстрекавани од стране својих стручних центара, па чак и од службене државне политике. Међутим, неким од тих спортисткиња се догодило велико зло као последица дуготрајног конзумирања хемијских медикамената: неке су родиле малформирану децу (случајеви неких, некад врхунских, пливачица бивше Источне Немачке које су суверено владале светским базенима '70-их и '80-их година 20. века).
А америчка атлетичарка Флоренс Грифит Џојнер, која је 1988. поставила недостижне светске рекорде на 100 и 200 m (10,49 s на 100 m на америчким квалификацијама за ОИ и 21,34 s на 200 m на самим ОИ У Сеулу) умрла је 21. септембра 1998, са 39 година у сну, од компликација изазваних астмом.
Због оваквих и сличних све бројнијих примера и скандала, крајем 1990-их МОК је повео оштру битку против допинга, због чега је формирана Светска анти–допинг агенција (WADA – World Anti-doping Agency). На олимпијским играма 2000. и 2002. године борба је почела да доноси плодове; откривени су и кажњени неки освајачи медаља у дизању тегова и скијашком трчању јер су им откривена недопуштена стимулативна средства применом најсавременијих и најсофистициранијих научних метода.
Али упркос свим примерима, упозорењима и претњама, на Летњим олимпијским играма 2004. 23 спортиста и спортисткиња дисквалификовано је због допинга.

## Награђивање победника
У античко време, победник на Олимпијским играма награђиван је венцом од ловоровог лишћа. Данас, за све дисциплине свих спортова заступљених на олимпијским играма, победницима у појединачним и екипним, додељују се медаље: за прво место златна медаља (у стварности је то сребро пресвучено златом), за друго место сребрна медаља а за треће место додељује се бронзана медаља. Овај начин доделе одликовања уведен је на Летњим олимпијским играма 1908. На првим модерним играма, 1896. године у Атини, медаље је примало само двоје првопласираних, а на играма 1900. и 1904. године најбољима су додељиване разноразне награде и пехари.
Баш због тога што се олимпијске игре одржавају сваке четири године, и јавност и спортисти их цене, и успех на њима прижељкују много више него на светским првенствима или разним турнирима, којих се сваке године одржава мноштво. Многи врхунски нпр. пливачи или атлетичари, неретко, једноставно не дођу на светска првенства која се одржавају у предолимпијској години да им то не би реметило зацртани план припрема за олимпијске игре. Наравно да је ту изузетно важна и историјска димензија олимпијских игара. Није зато нимало чудно да многи олимпијски победници бивају у својим земљама дочекивани и слављени као истински хероји, баш као што је то било и миленијумима раније, а у данашње време олимпијска победа доноси често и материјалну награду. Због свега тога и ту великим делом лежи објашњење зашто се неки спортисти настоје пошто-пото докопати титуле олимпијског победника, ризикујући употребом допинга своје здравље, понекад живот, а понекад и здравље свог потомства.

## Домаћини олимпијских игра
До 2014, домаћини олимпијских игра су били 41 град у 22 државе. Лондон и Париз су једини градови који су три пута били домаћини олимпијским играма, док је Пекинг први град који је био домаћин и летњих и зимских игара.
| Летње олимпијске игре | Летње олимпијске игре | Летње олимпијске игре         | Летње олимпијске игре     | Зимске олимпијске игре | Зимске олимпијске игре                   | Зимске олимпијске игре | Зимске олимпијске игре |
| --------------------- | --------------------- | ----------------------------- | ------------------------- | ---------------------- | ---------------------------------------- | ---------------------- | ---------------------- |
| Година                | Редни број            | Град домаћин                  | Држава                    | №                      | Град домаћин                             | Држава                 |                        |
| 1896                  | I                     | Атина (1)                     | (1)                       |                        |                                          |                        |                        |
| 1900                  | II                    | Париз (1)                     | (1)                       |                        |                                          |                        |                        |
| 1904                  | III                   | Сент Луис(1) (1)              | (1)                       |                        |                                          |                        |                        |
| 1906                  | Олимпијске међуигре   | Атина                         | Краљевина Грчка           |                        |                                          |                        |                        |
| 1908                  | IV                    | Лондон (1)                    | (1)                       |                        |                                          |                        |                        |
| 1912                  | V                     | Стокхолм (1)                  | (1)                       |                        |                                          |                        |                        |
| 1916                  | VI (2)                | Берлин                        | Немачко царство           |                        |                                          |                        |                        |
| 1920                  | VII                   | Антверпен (1) (3)             | (1)                       |                        |                                          |                        |                        |
| 1924                  | VIII                  | Париз (2)                     | (2)                       | I                      | Шамони (1)                               | (1)                    |                        |
| 1928                  | IX                    | Амстердам (1)                 | (1)                       | II                     | Санкт Мориц (1)                          | (1)                    |                        |
| 1932                  | X                     | Лос Анђелес (1)               | (2)                       | III                    | Лејк Плесид (1)                          | (1)                    |                        |
| 1936                  | XI                    | Берлин (1)                    | (1)                       | IV                     | Гармиш-Партенкирхен (1)                  | (1)                    |                        |
| 1940                  | XII (3)               | Токио→ Хелсинки               | →                         | V (4)                  | Сапоро→ Санкт Мориц→ Гармиш-Партенкирхен | →                      |                        |
| 1944                  | XIII (3)              | Лондон                        | Уједињено Краљевство      | V (3)                  | Кортина д'Ампецо                         | Италија                |                        |
| 1948                  | XIV                   | Лондон (2)                    | (2)                       | V                      | Санкт Мориц (2)                          | (2)                    |                        |
| 1952                  | XV                    | Хелсинки (1)                  | (1)                       | VI                     | Осло (1)                                 | (1)                    |                        |
| 1956                  | XVI                   | Мелбурн (1) + Стокхолм (2)(5) | (1) + (2)                 | VII                    | Кортина д'Ампецо (1)                     | (1)                    |                        |
| 1960                  | XVII                  | Рим (1)                       | (1)                       | VIII                   | Скво Вали (1)                            | (2)                    |                        |
| 1964                  | XVIII                 | Токио (1)                     | (1)                       | IX                     | Инзбрук (1)                              | (1)                    |                        |
| 1968                  | XIX                   | Мексико сити (1)              | (1)                       | X                      | Гренобл (1)                              | (2)                    |                        |
| 1972                  | XX                    | Минхен (1)                    | (2)                       | XI                     | Сапоро (1)                               | (1)                    |                        |
| 1976                  | XXI                   | Монтреал (1)                  | (1)                       | XII                    | Инзбрук (2)                              | (2)                    |                        |
| 1980                  | XXII                  | Москва (1)                    | (1)                       | XIII                   | Лејк Плесид (2)                          | (3)                    |                        |
| 1984                  | XXIII                 | Лос Анђелес (2)               | (3)                       | XIV                    | Сарајево (1)                             | (1)                    |                        |
| 1988                  | XXIV                  | Сеул (1)                      | (1)                       | XV                     | Калгари (1)                              | (1)                    |                        |
| 1992                  | XXV                   | Барселона (1)                 | (1)                       | XVI                    | Албервил (1)                             | (3)                    |                        |
| 1994                  |                       |                               |                           | XVII                   | Лилехамер (1)                            | (2)                    |                        |
| 1996                  | XXVI                  | Атланта (4)                   | Сједињене Америчке Државе |                        |                                          |                        |                        |
| 1998                  |                       |                               |                           | XVIII                  | Нагано (1)                               | (2)                    |                        |
| 2000                  | XXVII                 | Сиднеј (1)                    | (2)                       |                        |                                          |                        |                        |
| 2002                  |                       |                               |                           | XIX                    | Солт Лејк Сити (1)                       | (4)                    |                        |
| 2004                  | XXVIII                | Атина (2)                     | (2)                       |                        |                                          |                        |                        |
| 2006                  |                       |                               |                           | XX                     | Торино (1)                               | (2)                    |                        |
| 2008                  | XXIX                  | Пекинг (1)(6)                 | (1)                       |                        |                                          |                        |                        |
| 2010                  |                       |                               |                           | XXI                    | Ванкувер (1)                             | (2)                    |                        |
| 2012                  | XXX                   | Лондон (3)                    | (3)                       |                        |                                          |                        |                        |
| 2014                  |                       |                               |                           | XXII                   | Сочи (1)                                 | (1)                    |                        |
| 2016                  | XXXI                  | Рио де Жанеиро (1)            | (1)                       |                        |                                          |                        |                        |
| 2018                  |                       |                               |                           | XXIII                  | Пјонгчанг (1)                            | (1)                    |                        |
| 2021(7)               | XXXII                 | Токио (2)                     | (2)                       |                        |                                          |                        |                        |
| 2022                  |                       |                               |                           | XXXIII                 | Пекинг (1)                               | (1)                    |                        |
| 2024                  | XXXIII                | Париз (3)                     | (3)                       |                        |                                          |                        |                        |
| 2026                  |                       |                               |                           | XXV                    | Милано (1) и Кортина д’Ампецо (2)        | (3)                    |                        |
| 2028                  | XXXIV                 | Лос Анђелес (3)               | (5)                       |                        |                                          |                        |                        |
| 2030                  |                       |                               |                           | XXVI                   |                                          |                        |                        |
| 2032                  | XXXV                  | Бризбејн                      | (3)                       |                        |                                          |                        |                        |

## Најуспешнији олимпијци на Играма
| Име                  | Држава   | Спорт           | Олимпијске игре | Злато | Сребро | Бронза | Укупно |
| -------------------- | -------- | --------------- | --------------- | ----- | ------ | ------ | ------ |
| Мајкл Фелпс          | САД      | Пливање         | 2004–2016       | 23    | 3      | 2      | 28     |
| Лариса Латињина      | СССР     | Гимнастика      | 1956–1964       | 9     | 5      | 4      | 18     |
| Паво Нурми           | Финска   | Атлетика        | 1920–1928       | 9     | 3      | 0      | 12     |
| Марк Спиц            | САД      | Пливање         | 1968–1972       | 9     | 1      | 1      | 11     |
| Карл Луис            | САД      | Атлетика        | 1984–1996       | 9     | 1      | 0      | 10     |
| Марит Бјерген        | Норвешка | Скијашко трчање | 2002–2018       | 8     | 4      | 3      | 15     |
| Оле Ејнар Бјерндален | Норвешка | Скијашко трчање | 1998–2014       | 8     | 4      | 1      | 13     |
| Бјорн Дели           | Норвешка | Скијашко трчање | 1992–1998       | 8     | 4      | 0      | 12     |
| Бригит Фишер         | Немачка  | Кајак           | 1980–2004       | 8     | 4      | 0      | 12     |
| Савао Като           | Јапан    | Гимнастика      | 1968–1976       | 8     | 3      | 1      | 12     |
| Џени Томсон          | САД      | Пливање         | 1992–2004       | 8     | 3      | 1      | 12     |
| Мет Бјонди           | САД      | Пливање         | 1984–1992       | 8     | 2      | 1      | 11     |
| Реј Јури             | САД      | Атлетика        | 1900–1908       | 8     | 0      | 0      | 8      |
| Јусејн Болт          | Јамајка  | Атлетика        | 2008–2016       | 8     | 0      | 0      | 8      |

У неким аналима стоји да је Реј Јури из САД освојио 10 златних медаља Реј Јури, међутим то није тачно и Међународни олимпијски комитет (МОК) му признаје 8 златних медаља, јер је 2 златне медаље освојио на међуиграма одржаним 1906. године у Атини, које су одржане као прослава 10-годишњице првих олимпијских игара, одржаних 1896. године у Атини.
Један рвач, одбојкаш или дизач тегова, може освојити само једну медаљу на једним играма. С друге стране, у неким спортовима спортисти могу, осим личних подвига, да рачунају и на екипне медаље (атлетика, гимнастика, коњички спорт, пливање, мачевање).
Даље, било је великих спортиста који нису имали „екипну позадину“, а ушли су у историју спорта и олимпијских игара, нпр. руски пливач Александар Попов освојио је на играма 1992. и 1996. сам, четири (2 + 2) златне медаље, и није могао више, јер Руси нису имали неколико тако квалитетних пливача да би Попов могао освајати злата и у штафетама. Супротан је пример америчке пливачице Џени Томпсон. Она је на играма 1992, 1996. и 2000. освојила осам златних медаља, али све у штафетама, а сама ниједну. Али, постоје и спортисти који су освојили само једну златну олимпијску медаљу, а заувек су ушли у историју олимпизма. Најочигледнији пример за то је амерички атлетичар Боб Бимон, који је на Летњим олимпијским играма 1968. победио поставивши у финалу скока удаљ тада незамисливи светски рекорд од 8 m и 90 cm, шокирао спортски свет и тим једним скоком ушао у историју.

## Председници Међународног олимпијског комитета 1894—2013.
1. Деметриос Викелас, Грчка, 1894—1896.
2. барон Пјер де Кубертен, 1896—1925.
3. гроф Хенри де Баиле-Латоу, Белгија, 1925—1942.
4. Зигфрид Едструм, Шведска, 1946—1952.
5. Ејвери Брундиџ, САД, 1952—1972.
6. лорд Мајкл Морис Киланин, Ирска, 1972—1980.
7. Хуан Антонио Самаран, Шпанија, 1980—2001.
8. Жак Рог, Белгија, 2001—2013.
9. Томас Бах, Немачка, 2013—

## Палиоци олимпијског пламена
| Летње олимпијске игре | Летње олимпијске игре | Летње олимпијске игре            | Летње олимпијске игре | Зимске олимпијске игре | Зимске олимпијске игре | Зимске олимпијске игре                              | Зимске олимпијске игре                            |
| --------------------- | --------------------- | -------------------------------- | --------------------- | ---------------------- | ---------------------- | --------------------------------------------------- | ------------------------------------------------- |
| Година                | Град домаћин          | Палилац                          | Спорт                 | Година                 | Град домаћин           | Палилац                                             | Спорт                                             |
| 1936.                 | Берлин                | Фриц Сцилген                     | атлетика              |                        |                        |                                                     |                                                   |
| 1948.                 | Лондон                | Џон Марк                         | атлетика              |                        |                        |                                                     |                                                   |
| 1952                  | Хелсинки              | Паво Нурми                       | атлетика              | 1952.                  | Осло                   | Еигил Нансен                                        | унук поларног истраживача Фритјофа Нансена        |
| 1956.                 | Мелбурн Стокхолм      | Роналд Кларк Ханс Викне          | атлетика              | 1956.                  | Кортина д'Ампецо       | Гвидо Кароли                                        | брзо клизање                                      |
| 1960.                 | Рим                   | Ђанкарло Перис                   | атлетика              | 1960.                  | Скво Вали              | Кен Хенри                                           | брзо клизање                                      |
| 1964.                 | Токио                 | Јошинори Сакаи                   | атлетика              | 1960.                  | Инзбрук                | Јозеф Рајдер                                        | алпско скијање                                    |
| 1968.                 | Мексико               | Норма Енрикета Базилио де Сотело | атлетика              | 1968.                  | Гренобл                | Ален Калма                                          | уметничко клизање                                 |
| 1972.                 | Минхен                | Гинтер Цан                       | атлетика              | 1972.                  | Сапоро                 | Хидеки Такада                                       | брзо клизање                                      |
| 1976.                 | Монтреал              | Сандра Хендерсон Стив Префонтејн | гимнастика атлетика   | 1976.                  | Инзбрук                | Кристл Хас Јозеф Фајстмантл                         | алпско скијање санкање                            |
| 1980.                 | Москва                | Сергеј Белов                     | кошарка               | 1980.                  | Лејк Плесид            | Чарлс Кер                                           | психолог на Универзитету у Аризони                |
| 1984.                 | Лос Анђелес           | Рафер Џонсон                     | атлетика              | 1984.                  | Сарајево               | Санда Дубравчић                                     | уметничко клизање                                 |
| 1988.                 | Сеул                  | Сон Ке-чунг                      | атлетика              | 1988.                  | Калгари                | Робин Пери                                          | уметничко клизање                                 |
| 1992.                 | Барселона             | Антонио Реболо                   | стреличарство         | 1992.                  | Албервил               | Мишел Платини Франсоа-Сирил Гранж                   | фудбал                                            |
| 1994.                 |                       |                                  |                       | 1994.                  | Лилехамер              | Хокон Магнус                                        | норвешки принц                                    |
| 1996.                 | Атланта               | Мухамед Али                      | бокс                  |                        |                        |                                                     |                                                   |
| 1998.                 |                       |                                  |                       | 1998.                  | Нагано                 | Мидори Ито                                          | уметничко клизање                                 |
| 2000.                 | Сиднеј                | Кети Фримен                      | атлетика              |                        |                        |                                                     |                                                   |
| 2002.                 |                       |                                  |                       | 2002.                  | Солт Лејк Сити         | хокејашки тим САД                                   | хокеј на леду                                     |
| 2004.                 | Атина                 | Николаос Какламанакис            | једрење               |                        |                        |                                                     |                                                   |
| 2006.                 |                       |                                  |                       | 2006.                  | Торино                 | Стефанија Белмондо                                  | скијашко трчање                                   |
| 2008                  | Пекинг                | Ли Нинг                          | гимнастика            |                        |                        |                                                     |                                                   |
| 2010.                 |                       |                                  |                       | 2010.                  | Ванкувер               | Катриона Лемеј Доан Стив Неш Ненси Грин Вејн Грецки | брзо клизање кошарка алпско скијање хокеј на леду |
| 2012                  | Лондон                | Камерон МекРичи                  | Веслање               |                        |                        |                                                     |                                                   |
| 2014.                 |                       |                                  |                       | 2014.                  | Сочи                   | Ирина Роднина Владислав Третиак                     | уметничко клизање хокеј на леду                   |
| 2016.                 | Рио Де Женеиро        | Вандерлеј де Лима                | атлетика              |                        |                        |                                                     |                                                   |
| 2018.                 |                       |                                  |                       | 2018.                  | Пјонгчанг              | Ким Јуна                                            | уметничко клизање                                 |
| 2021.                 | Токио                 | Наоми Осака                      | тенис                 |                        |                        |                                                     |                                                   |